# Deer Gun
Deer Gun — однозарядный пистолет, разработанный в 1964 году силами ЦРУ. Оружие предназначалось для распространения в Юго-Восточной Азии в первые дни Вьетнамской войны.

## Описание оружия
Рукоятка была отлита из алюминия и в верхней части образовывала ствольную коробку цилиндрической формы с ударником простейшего типа. Стальной ствол ввинчивался в переднюю часть ствольной коробки. Рукоятка была полой и имела место для трёх несвязанных патронов вместе с шомполом для извлечения из ствола стреляных гильз.
Чтобы зарядить пистолет, надо было снять ствол и поместить патрон в патронник. Для взведения ударника необходимо было отвести его назад. В то же время пластиковый зажим препятствовал движению взведённого ударника до тех пор, пока спусковой крючок не был нажат полностью. Заряжённый ствол ввинчивался в ствольную коробку. При стрельбе предохранительный зажим снимался с ударника и защёлкивался на дуле пистолета, превращаясь в мушку. После стрельбы стрелок должен был скрыться для перезарядки пистолета. После того, как ствол выкручивался, стреляная гильза удалялась с помощью шомпола, хранившегося в рукоятке, заряжался новый патрон, ударник отводился и ставился на предохранитель, и после этого пистолет снова был готов для стрельбы.
Каждый пистолет Deer Gun был лишён идентификационной маркировки и был упакован в бесцветный, не имеющий каких-либо обозначений пластмассовый футляр с тремя 9-мм патронами, также не имевшими маркировки. Подобно пистолету FP-45 Liberator, пистолет Deer Gun поставлялся с цветной инструкцией в картинках, которая показывала правила его использования.

## Боевое применение
Единственная партия в 1000 пистолетов была произведена в 1964 году по себестоимости 3,95 доллара за штуку. Намеченный в 1962 году сценарий действий партизан Южного Вьетнама, использующих «Deer Gun» против коммунистов Северного Вьетнама для захвата их оружия и боевой техники, представился не отвечающим реалиям 1964 года, когда стало очевидно, что полномасштабная война неизбежна. Поэтому во Вьетнам было направлено лишь небольшое количество этих пистолетов в качестве пробной партии. Судьба других экземпляров осталась неизвестной.